# عنصرية خفية
يشير مصطلح العنصرية الخفية (بالإنجليزية: Aversive racism)‏ إلى ذلك الشكل الأكثر تعقيداً وخفاءً من العنصرية، والذي يظهر، بصورة غير واعية، لدى الأشخاص الذين يعلنون التزامهم بقيم التسامح والمساواة.
وفي حين ينزع الأشخاص العنصريون صراحة إلى إعلان وجهات نظرهم التي تزدري الفئات الأخرى، يتخذ «العنصريون الخفيون» مواقف دفاعية حين يُواجهون بمواقفهم العنصرية غير المقصودة بالتأكيد على إيمانهم الواعي بمبادئ المساواة، وإعطاء تبريرات أخلاقية لمواقفهم العنصرية، وبذلك تعد «العنصرية الخفية» شكلاً متطوراً عن العنصرية التقليدية التي تتميز بالوضوح والإعلان.
وتبحث الأدبيات الإنسانية، خاصة المرتبطة بعلوم النفس والمجتمع، أسباب وعواقب هذا النوع من العنصرية وطرق مواجهته، خاصة أن «العنصرية الخفية» لا تكشف صراحة عن نفسها إلا من خلال آليات خفية؛ إلا أنها تعزز الشعور بالظلم واللامساواة لدى الضحايا، وبالتالي تزعزع انسجام المجتمع.

## تاريخ المصطلح
أطلق جون ف. دوفيديو وصامويل ل. غارتنر نظريتهما حول «العنصرية الخفية» عام 1986، وذلك بعد أبحاث ميدانية ونظرية بدآها على الأرجح قبل عام 1973، حين أجريا تجربة على مجموعتين من البيض، ليبراليون ومحافظون، أسست نتائجها فيما بعد لنظرية، ومصطلح «العنصرية الخفية».
واعتمدت التجربة على تلقي أفراد المجموعتين اتصالات من أشخاص يطلبون المساعدة الهاتفية، وطالبي المساعدة هؤلاء تكشف لهجاتهم عما إن كانوا من البيض أو السود، وفي حال رفض الشخص المتلقي للاتصال المساعدة فإن النتيجة تُحسب باعتبارها «رفض مساعدة» إما إن أنهاها قبل أن يشرح المتصل ظروفه فتحسب باعتبارها «إنهاء مبكّر».
وكشفت التجربة أن المحافظون سجلوا نقاط «رفض مساعدة» مع السود أكثر مما فعلوا مع البيض (92% لقاء 65%) وهي نتيجة كانت متوقعة بالنسبة للباحثيَن، خاصة أن الليبراليين نجحوا في اختبار المساواة، إذ قدموا مساعدة شبه متعادلة (75% للمتصلين السود و85% للمتصلين البيض).
إلا أن النتيجة الجديدة الأكثر أهمية -فيما يتعلق بالنظرية- فتمثلت بحقيقة أن تصرف الليبراليين كان «عنصرياً» في التجربة ولكن بشكل أكثر تعقيداً وأقل وضوحاً، إذ أظهرت التجربة تسجيلهم نقاط «إنهاء مبكّر» مع السود أكثر مما فعلوا مع البيض (19% مقابل 3%) في حين لم يكن الفرق بهذا الاتساع لدى متلقي الاتصال المحافظين (8% مقابل 5%).
هكذا «ميّز المحافظون والليبراليون البيض ضد السود، كلٌ بطريقته» كما قرر الباحثان في نهاية التجربة.

## انتشار حديث
ساهمت الانتخابات الأمريكية عام 2008 في إعطاء المصطلح زخمًا خاصًا، وذلك حين تم استخدام تعبير «العنصرية الخفية» لوصف موقف بعض الناخبين البيض ذوي التأهيل العالي والذين يؤمنون بقيم المساواة، إلا أنهم ودون وعي يقنعون أنفسهم بأن عدم تصويتهم لباراك أوباما يعود لكونه «قليل خبرة»، وقد وصف كاتب في صحيفة «ذي نييورك تايمز» هذا الموقف بكونه «عنصرية خفية».